# لنوود (کالیفرنیا)
لنوود (به انگلیسی: Lenwood) یک منطقهٔ مسکونی در ایالات متحده آمریکا است که در شهرستان سن برناردینو، کالیفرنیا واقع شده‌است. لنوود ۵٫۷۳۳ کیلومتر مربع مساحت و ۳٬۵۴۳ نفر جمعیت دارد و ۶۹۴ متر بالاتر از سطح دریا واقع شده‌است.